# 조남진 (종합격투기 선수)
조남진(1991년 2월 19일 ~ )은 대한민국의 종합격투기 선수로 대한민국의 종합격투기 단체 로드 FC의 현 플라이급 선수이다.